# Ateloglossa borealis
Ateloglossa borealis là một loài ruồi trong họ Tachinidae.